# Бремър (окръг, Айова)
Окръг Бремър (на английски: Bremer County) е окръг в щата Айова, Съединени американски щати. Площта му е 1128 квадратни километра, а населението – 24 280 души (по преброяване от април 2010 г.). Административен център е град Уейвърли.